# Moses Mabhida
Moses Mncane Mabhida (Thornville, KwaZulu-Natal, 1 d'octubre de 1923 – Maputo, Moçambic, març de 1986) va ser un polític sud-africà. Mabhida va ser Secretari General del Partit Comunista de Sud-àfrica enre el 1978 i la seva mort, el 1986.

## Biografia

### Sindicalisme i Partit Comunista
Mabhida va néixer en una família camperola, essent el quart de cinc nens, però aviat van ser forçats a abandonar la terra. Mabhida va entrar al món sindical de la mà de Harry Gwala, que era un acèrrim sindicalista i membre del Partit Comunista de Sud-àfrica. Moses Mabhida va seguir els seus passos i es va afiliar al Partit el 1942. Després que molts sindicalistes fossin banejats de la vida pública entre 1952 i 1953, els seus companys van reorganitzar el partit i Mabhida va passar al treball sindical a temps complet.
En la següent dècada, va organitzar diverses vagues a Natal. Va ser un dels principals participants en el desenvolupament del Congrés dels Sindicats Sud-africans (SACTU), i va ser elegit vicepresident del primer congrés el 1955. També va servir com a secretari del Congrés Nacional Africà (ANC) en la demarcació de Pietermaritzburg a mitjans de la dècada dels '50, treballant molt estretament amb el líder Albert Lutuli. Mabhida es va convertir en membre del Comitè Executiu Nacional de l'ANC al voltant del 1956, i entre 1958 i 1959 es va fer càrrec de la delegació de Natal.

### Estada a l'estranger i l'MK
Una setmana després de la declaració d'estat d'emergència, el 1960, Mabhida va ser enviat a l'estranger per representar el SACTU davant de les organitzacions internacionals. Durant els següents tres anys va organitzar activitats de solidaritat internacional a Praga juntament amb la Federació Mundial de Sindicats, així com amb les naixents federacions de sindicats africanes.
El 1963, just després de la seva reelecció com a membre del Comitè Executiu de l'ANC durant la conferència d'octubre del 1962, va ser consultat per Oliver Tambo sobre la possibilitat que Mabhida col·laborés en el desenvolupament del braç armat de l'ANC, Umkhonto We Sizwe (MK). Mabhida va acceptar i va rebre instrucció militar. Com a comissari de l'MK, es va convertir en el cap polític de l'organització, encarregat entre altres coses del reclutament. Posteriorment serviria com a comandant de l'organització.

### Darrers anys
Mabhida va tornar a ser reelegit al Comitè Executiu de l'ANC, a més a més d'entrar al Consell Revolucionari quan aquest es va crear, el 1969. Quan el Consell Revolucionari, posteriorment, es convertí en el Consell Políticomilitar, Mabhida va mantenir el lloc; aquests fets són una mostra de la gran popularitat que tenia el líder sud-africà entre els seus col·legues de l'ANC.
El 1979 va ser elegit Secretari General del Partit Comunista, després de la mort de Moses Kotane, el seu antecessor en el càrrec. Durant la dècada de 1980, Mabhida va continuar amb les seves tasques polítiques i logístiques amb l'MK, situant-se en diversos llocs com Lesotho, Moçambic i Swazilàndia. El 1985, mentre estava en missió a l'Havana, Mabhida va patir un infart. Després de passar un any malalt, va patir un atac de cor que el va matar a Maputo, essent enterrat el març del 1986.

## Llegat
El Moses Mabhida Stadium de Durban porta el nom en honor seu.